# Musiques de Grand Theft Auto: Vice City Stories
Dans le jeu vidéo Grand Theft Auto: Vice City Stories, plusieurs radios peuvent être écoutées :

## V Rock
DJs: Couzin Ed et Lazlow Jones 

Genre: Hard rock, heavy metal, glam metal
- Dio - Holy Diver
- Queensryche - Queen Of The Reich
- Kiss - Lick It Up
- Dokken - Breaking The Chains
- Autograph - All I'm Gonna Take
- Accept - Balls To The Wall
- Scorpions - Rock You Like A Hurricane
- Krokus - Long Stick Goes Boom
- Ted Nugent - Stranglehold
- Ratt - Round And Round
- Judas Priest - Electric Eye
- Mötley Crüe - Looks That Kill
- Quiet Riot - Metal Health (Bang Your Head)

Vice City Stories se passant deux ans auparavant, Lazlow y est stagiaire et Cousin Ed est le DJ de la station, n'hésitant pas à brimer son assistant, l'insultant et l'interrompant régulièrement, le reproche notamment de ne pas être un homme et lui pose des questions sur sa sexualité, en effet dans la réalité, Lazlow travailla comme stagiaire avec Cousin Ed.
Dans Grand Theft Auto: Vice City qui se passe 2 ans après Vice City Stories, Cousin Ed apparaît rapidement en appelant Lazlow, se plaignant de lui avoir volé son emploi, ce dernier se défend en affirmant que la station a changer de direction et qu'il doit s'y faire, ce qui sous-entend que Cousin Ed fut viré.

## Flash FM
DJs: Teri et Toni 

Genre: Pop, pop-rock, dance-rock, dance, new wave
- Laura Branigan - Gloria
- Rick Springfield - Human Touch
- INXS - The One Thing
- Philip Bailey & Phil Collins - Easy Lover
- Scandal - The Warrior
- Alison Moyet - Love Resurrection
- Alan Parsons Project - Games Peoples Play
- Hall & Oates - Family Man
- Pat Benatar - Love Is A Battlefield
- Nik Kershaw - Wouldn't It Be Good
- Phil Oakley & Giorgio Moroder - Together In Electric Dreams
- Talk Talk - It's My Life
- Missing Persons - Destination Unknown
- Wang Chung - Don't Let Go
- Gino Vannelli - Appaloosa
- Genesis - Turn It On Again
- Blancmange - Living on the Ceiling (en)
- Paul Young - Come back and stay

## Emotion 98.3
DJ: Lionel Makepeace

Genre: Power ballad, soft rock
- The Motels - Only the Lonely
- 10cc - I'm Not in Love
- Quarterflash - Harden My Heart
- Toto - Make Believe
- Elkie Brooks - Fool If You Think It's Over
- The Passions - I'm In Love With A German Film Star
- Foreigner - I Want to Know What Love Is
- The Assembly - Never, Never
- Pat Benatar - We Belong
- The Pretenders - Private Life
- Phil Collins - In The Air Tonight
- Roxy Music - Avalon
- Eddie Money - Baby Hold On
- Rainbow - Stone Cold
- Giuffria - Call To The Heart
- Art of Noise - Moments in Love
- Dan Hartman - I Can Dream About You

## Fresh 105 FM
DJ: Luther Campbell 

Genre: Hip-hop, electro, breakbeat
- Afrika Bambaataa & Soul Sonic Force - Renegades of Funk
- Jonzun Crew - Pack Jam (Look Out for the OVC)
- Run D.M.C. - It's Like That
- Planet Patrol - Play A Your Own Risk
- The Egyptian Lover - Egypt, Egypt
- Art Of Noise - Beat Box
- Man Parrish - Boogie Down Bronx
- Rock Master Scott & the Dynamic Three - The Request Line
- Midnight Star - Freak a Zoid
- Whodini - Freaks Come Out A Night
- Run D.M.C. - My Adidas

## Paradise FM
Voix des auditeurs: Leslie "Big Lez" Segar 

Genre: Disco, post-disco
- Unlimited Touch - I Hear Music in the Streets
- Plunky & the Oneness of Juju - Everyway But Loose (Larry Levan Remix)
- Geraldine Hunt - Can't Fake the Feeling
- Raw Silk - Do It to the Music
- Jimmy Bo Horne - Is It In
- Exodus - Together Forever
- Jackie Moore - This Time Baby
- Class Action - Weekend (Tonight Is Party Time)
- Gwen Guthrie - It Should Have Been You
- Thelma Houston - You Used to Hold Me So Tight
- Sister Sledge - Lost in Music
- Donald Byrd - Love Has Come Around
- Change & Luther Vandross - The Glow of Love

## Vice City For Lovers
DJ: Tina Jane

Genre: Funk, soul, et rhythm and blues.
- Marvin Gaye - Sexual Healing
- Earth, Wind & Fire - Fantasy
- Hot Chocolate - It Started With A Kiss
- Rick James - Mary Jane
- The Commodores - Nightshift'
- Wally Badarou - Mambo
- Barry White - It's Ecstasy When You Lay Down Next To Me
- Sylvia Striplin - You Can't Turn Me Away
- Roy Ayers - Everybody Loves The Sunshine
- Keni Burke - Keep Rising to the Top
- Teddy Pendergrass - Love TKO

## The Wave 103
DJ: Trish Camden et Adam First

Genre: New wave, synthpop, synthrock
- The Human League - Love Action (I Believe in Love)
- Thompson Twins - Love On Your Side
- Depeche Mode - Everything Counts
- Blondie - Heart of Glass
- Frankie Goes to Hollywood - Relax
- ABC - How To Be A Millionaire
- New Order - Blue Monday
- Japan - Quiet Life
- Kajagoogoo - Too Shy (Midnight Mix)
- Heaven 17 - Penthouse and Pavement
- Berlin - Sex, I'm A... (exclue de la version européenne)
- Howard Jones - Like To Get To Know You Well
- The Cure - A Forest
- A Flock Of Seagulls - Space Age Love Song
- Yazoo - Don't Go

## Espantoso
DJ: Hector Hernandez

Genre: Musique latine (mambo, salsa, jazz, funk)
- Ray Barretto - Acid
- Pete "El Conde" Rodriguez - I Like It (I Like It Like That)
- Tito Puente - Oye Como Va
- Bobby Valentin - Mi Ritmo Es Bueno
- Celia Cruz et Johnny Pacheco - Quimbara
- Hector Lavoe - Mi Gente
- Eddie Palmieri - Revolt / La Libertad Logico
- Willie Colon - El Malo

## VCPR FM
VCPR est une station de radio de Talk show.
- Harry Joyner est l'animateur de VCPR FM la station de Talk Show